# Normand Lester
Pour les articles homonymes, voir Lester.
Normand Lester (né le 11 juillet 1945) est un journaliste d'enquête québécois, spécialisé dans la politique internationale, dans l'actualité militaire et dans l'écriture d'articles. Il fut, pendant plus de 20 ans, reporter au Téléjournal de la SRC et responsable des enquêtes spéciales au service de l'Information de la télévision publique canadienne.
Chroniqueur régulier au réseau Corus Nouvelles et à TQS, Normand Lester est également animateur occasionnel d'émissions d'informations ou de débats publics à la radio et à la télévision.
Il s'est fait remarquer par ses reportages sur la scène géopolitique, d'abord au Viêt Nam, ensuite au Moyen-Orient et lors de ses affectations comme correspondant de Radio-Canada aux Nations unies, à Washington et à Paris. Il a signé des reportages dans 54 pays et a également enquêté sur les services secrets canadiens, la GRC et les Forces armées canadiennes.

## Biographie
Il a commencé sa carrière en journalisme en 1964. Deux ans plus tard, il travaillait pour le compte de Radio-Canada, qui l'affectera un peu partout en Occident. Par exemple, de 1983 à 1986, il a été affecté à Paris.
En 1986, il a été nommé correspondant parlementaire à Ottawa. Il a été affecté au dossier des services secrets canadiens, lesquels ont été créés la même année, avec un effectif provenant principalement de la GRC. Entre 1986 et 1998, Normand Lester a produit une série de reportages sur ces services incluant l'affaire Claude Morin, celui-ci étant à cette époque simultanément conseiller politique de René Lévesque, premier ministre du Québec et chef du Parti québécois, et informateur pour le compte de la GRC.
Lester a quitté Radio-Canada en décembre 2001 après 35 années de service. Il a été chroniqueur régulier en politique internationale et dans l'actualité militaire, d'abord à TVA, ensuite à TQS ceci entre 2002 et 2005. Depuis, il travaille au réseau Corus Nouvelles et à TQS. En outre, il écrit pour différents journaux, tel le Devoir.
Normand Lester a été le premier journaliste à révéler au Téléjournal, après le meurtre à Bruxelles de l’ingénieur canadien Gerald Bull qu’il aidait à mettre au point pour l'Irak un supercanon et que sa participation au programme militaire irakien expliquait sans doute son assassinat. Il est l'auteur de L'Affaire Gerald Bull : Les canons de l'Apocalypse publié aux Éditions du Méridien de Montréal qui retrace la vie du génie canadien de la balistique.
En mars 1998, aux Éditions de l’Homme, il a publié Enquêtes sur les Services Secrets, dans lequel il relate ses investigations journalistiques sur les activités des services de renseignements canadiens. Pour Livre noir du Canada anglais, la SSJB lui remet le Prix Olivar-Asselin, lequel souligne son courage et son excellent journalisme d’enquête. En 2006, il a publié, en collaboration avec Robin Philpot, un livre qui dénonce les agissements d'Option Canada, un organisme favorable au camp du « Non » lors du référendum de 1995 au Québec. Ces agissements ont été faits en contravention de différentes lois québécoises et plusieurs décideurs faisaient partie des personnes accusées d'avoir participé au scandale des commandites.
Le 25 mai 2013, Normand Lester est victime d'un accident de la route. Roulant à petite vitesse, il aurait embouti un véhicule arrêté à un feu rouge. Un arrêt cardiaque était à l'origine de la collision. Le 17 juin, il était de retour chez-lui et se portait bien.

## Bibliographie

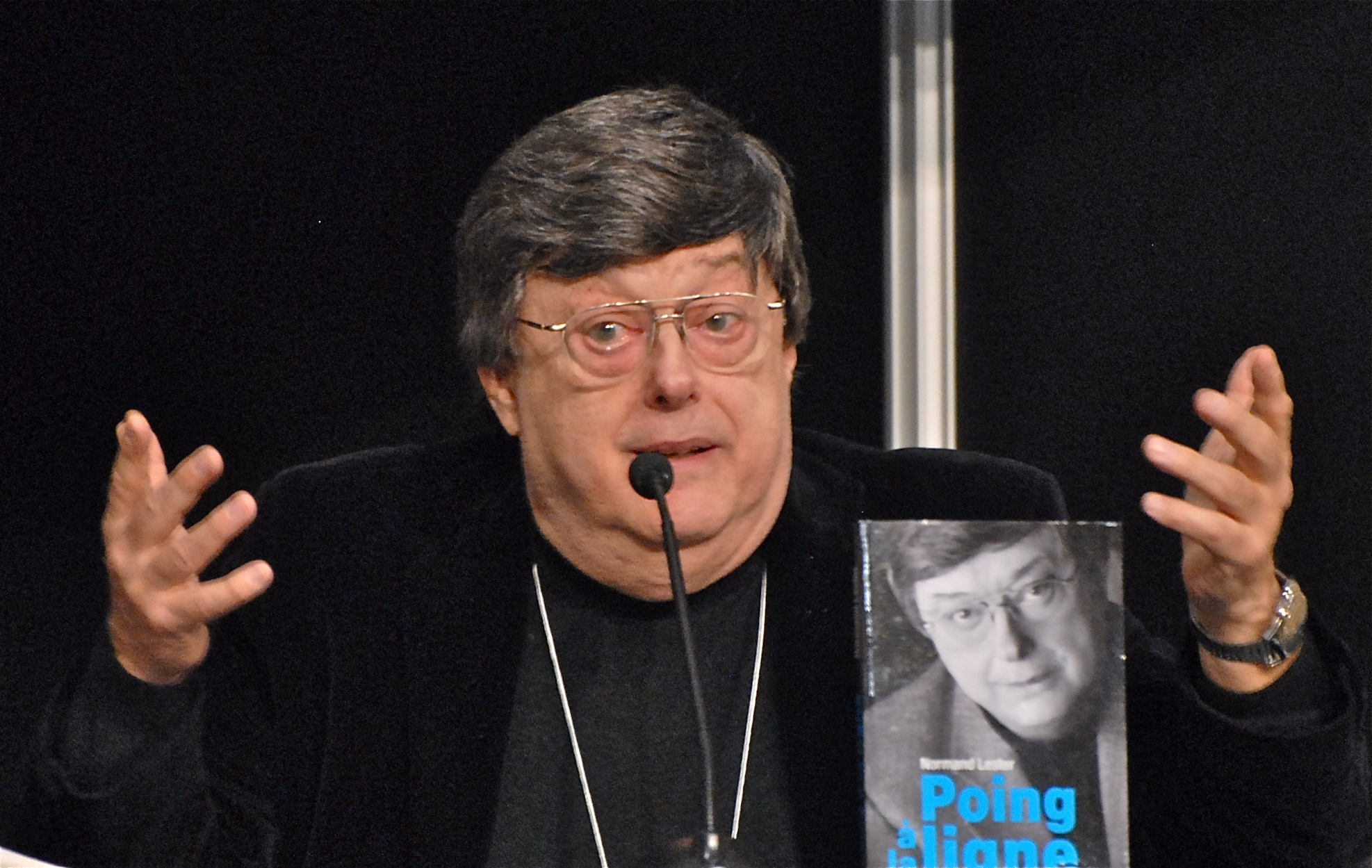
Normand Lester en 2011 lors du Salon international du livre de Québec